# درعيات
الشَّعارة أو الدرعيات أو علم الرَّنوك أو علم الشارات (بالإنجليزية: Heraldry)‏ وهي علم شعارات النبالة وابتكارها وصنعها ومنحها وتحقيق الأنساب وتدوينها.

## أصل الكلمة
أعلام النبلاء أو شعارات النبالة مشتقة من كلمة هيرالد (بالإنجليزية: herald)‏ باللغة الأنجلو نورمانية الآتية من الجملة المركبة الجرمانية (harja-waldaz) والتي تعني قائد الجيش. 
تشمل الكلمة بمعناها الأعم كافة الأمور المتعلقة بواجبات ومسؤوليات ضباط السلاح. وعلم شعارات النبالة هو ممارسة تصميم،عرض، وصف وتسجيل شارات الأسلحة والدروع.

## معرض صور

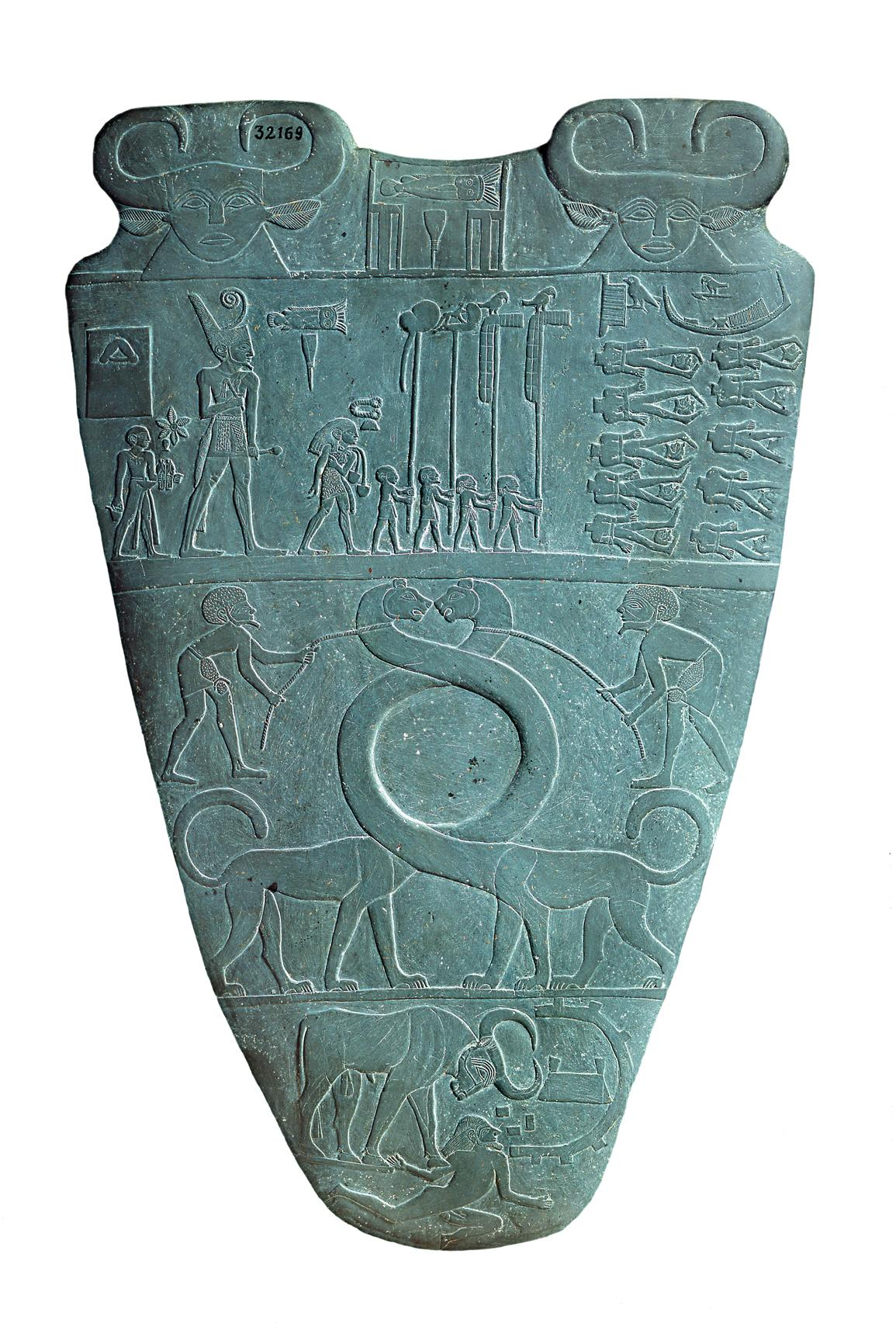
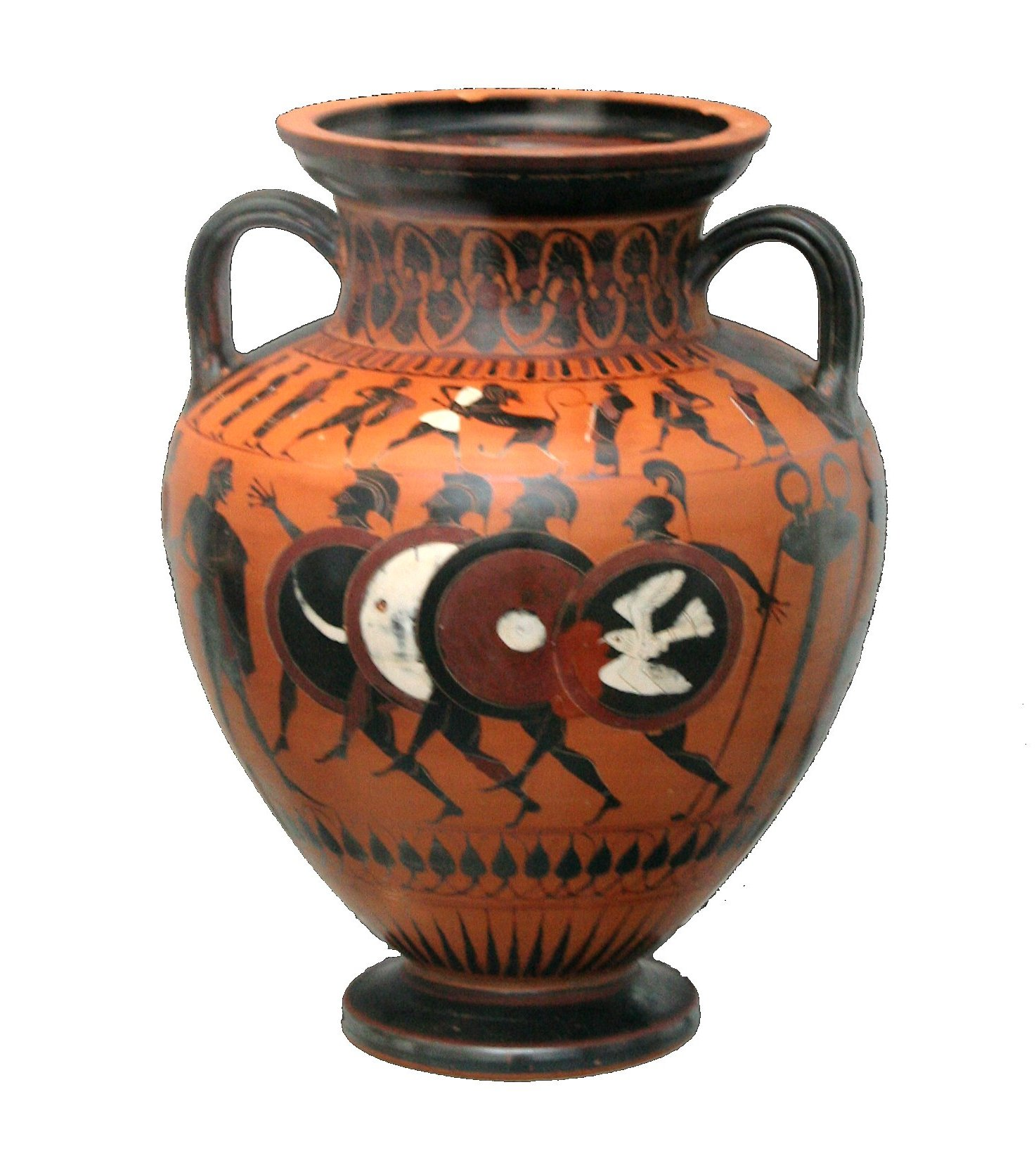
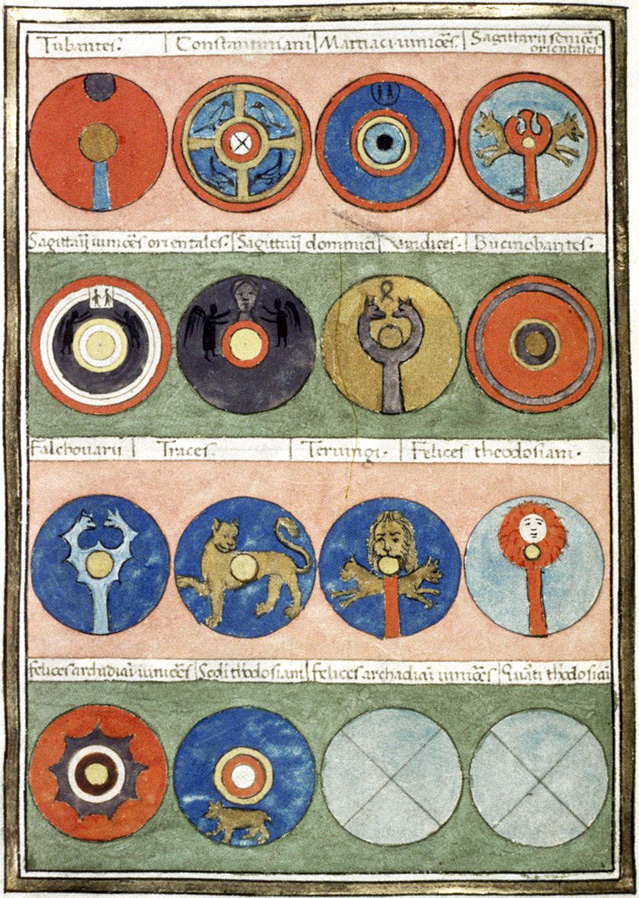
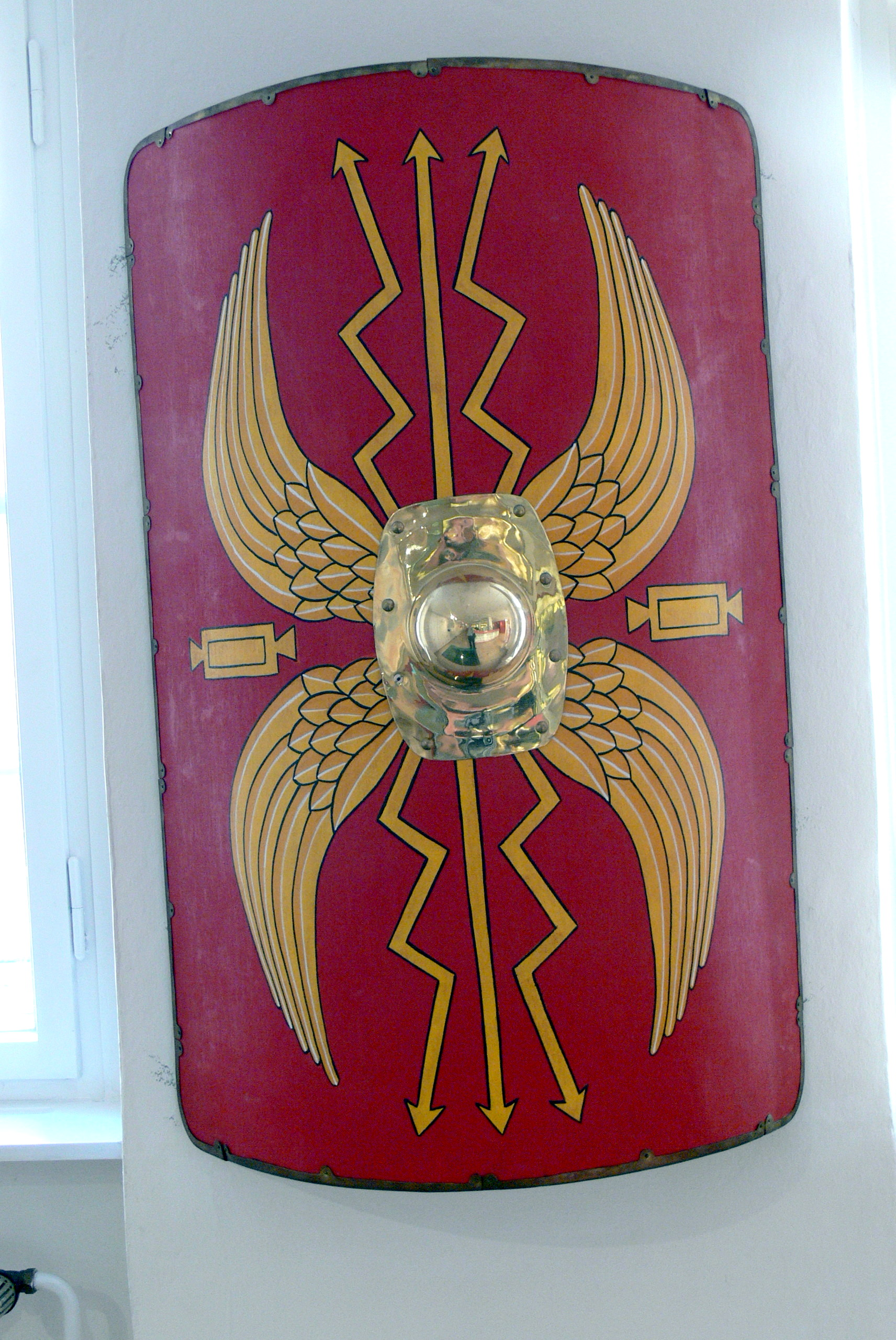
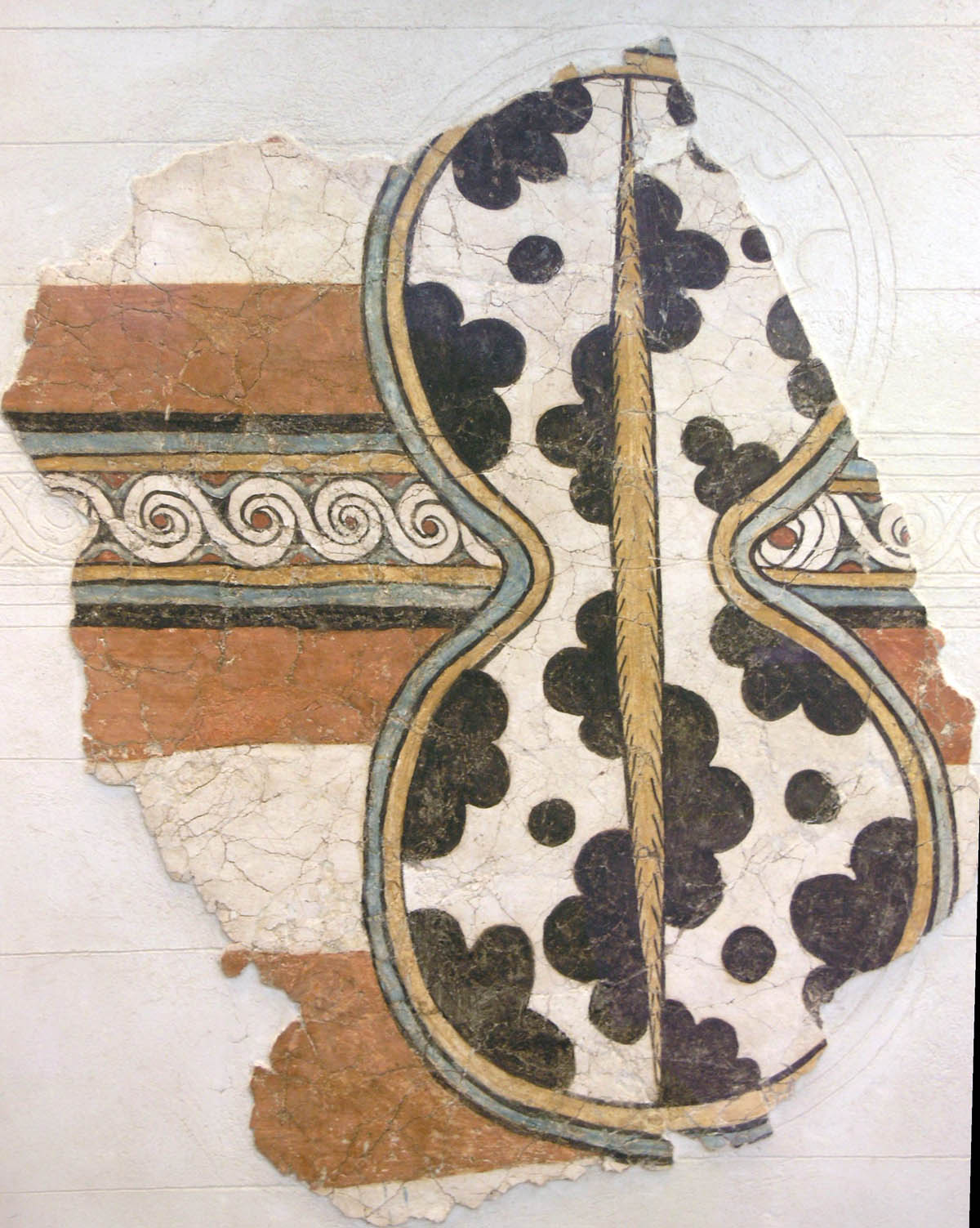
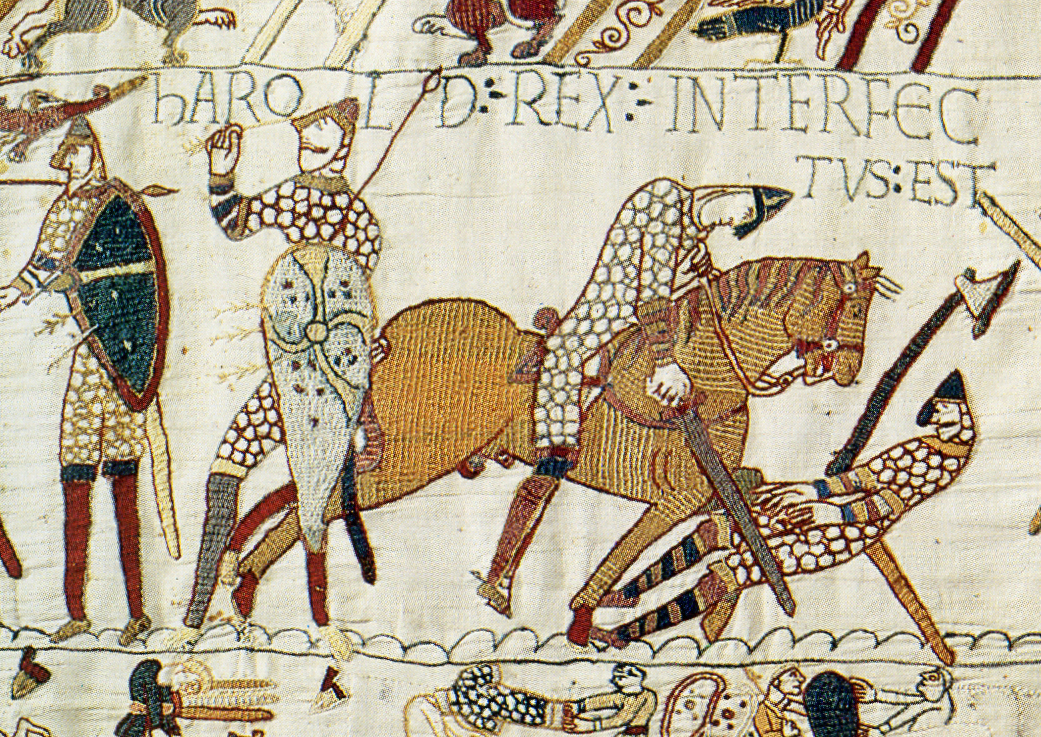